# روزنه آبی (نمایشنامه)
روزنه آبی نمایشنامه‌ای است از اکبر رادی.